# Culex collessi
Culex collessi är en tvåvingeart som beskrevs av Sirivanakarn 1968. Culex collessi ingår i släktet Culex och familjen stickmyggor. Inga underarter finns listade i Catalogue of Life.